# ویکی‌پدیای پیکاردی
ویکی‌پدیای پیکاردی نسخهٔ زبان پیکاردی وب‌گاه ویکی‌پدیا است.

## تاریخچه
ویکی‌پدیای پیکاردی در ۲۷ اوت ۲۰۱۶، با ۳٬۲۱۱ مقاله، در رتبه صد و هشتاد و هفت ویکی‌پدیاها قرار داشت.